# Lago Kainji
El lago Kainji es un embalse artificial localizado en el oeste de Nigeria, creado por la construcción de una gran presa en el curso bajo del río Níger. La construcción de la presa comenzó en 1964 y se terminó en 1968. El costo total fue estimado en 209 millones de dólares, siendo una cuarta parte utilizada para reasentar a las personas desplazadas por la construcción de la presa y su embalse, que anegó una superficie de más de 1.200 km². El área alrededor del lago está protegida por el parque nacional de Kainji, el parque nacional más antiguo del país, establecido en 1976.
Administrativamente, el embalse está en la frontera entre los estados de Níger y Kebbi.

## La presa y el embalse
El lago o embalse de Kainji, mide unos 135 km de largo y unos 30 km en su punto más ancho, y es compatible con el riego y la industria pesquera local. En 1999, una apertura de compuertas no coordinada provocó inundaciones locales en alrededor de 60 pueblos.
La presa Kainji se extiende unos 10 km, incluyendo presas auxiliares en valles tributarios, siendo una de las más largas del mundo. La mayor parte de la estructura es de tierra, pero la sección central que alberga las turbinas hidroeléctricas —de 65 m de alto y 548 m de longitud—, fue construida en hormigón. 

## Generación hidroeléctrica
La presa fue diseñada para tener una capacidad de generación de 960 Megavatios, aunque sólo se han instalado 8 de las 12 turbinas previstas, lo que ha reducido la capacidad a 760 MW. La presa alimenta una central hidroeléctrica que genera electricidad para  la mayoría de las grandes ciudades de Nigeria. Parte de la electricidad se vende a las vecinas Níger y Benín. Además, las sequías ocasionales han hecho que el flujo del Níger sea impredecible, disminuyendo la producción eléctrica de la  presa. La presa tiene una sola esclusa capaz de elevar barcazas de 49 m.  

## Parque nacional

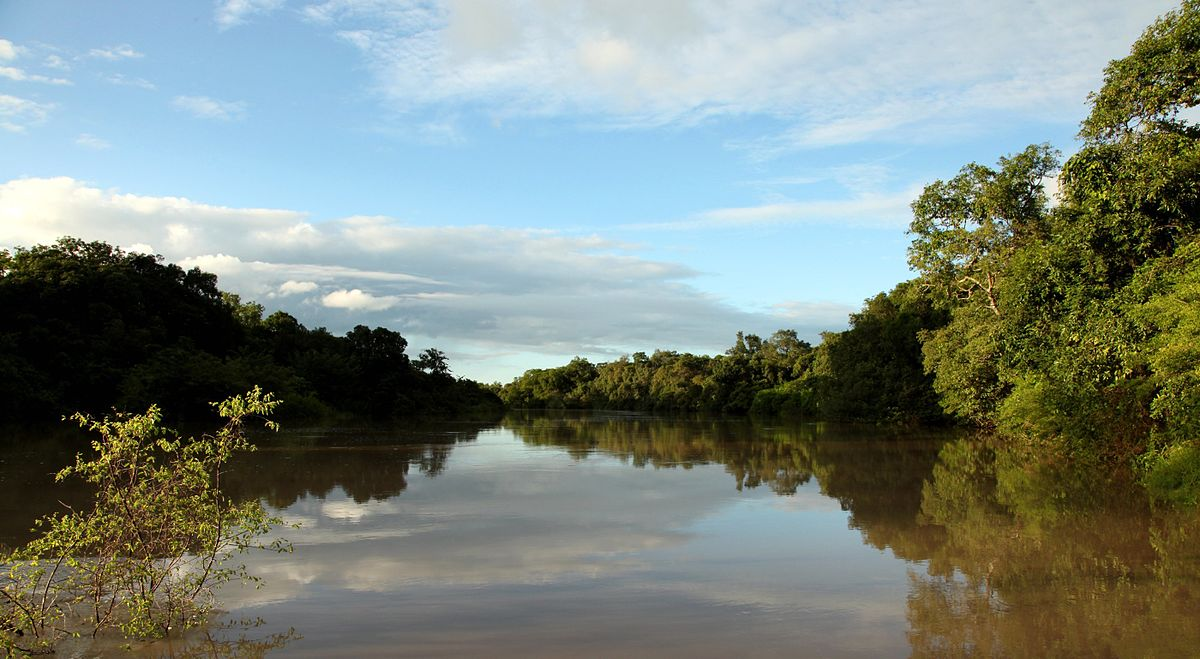
Parque Nacional del Lago Kainji, ubicado en el estado de Níger y Kwara, Níger.

El parque nacional de Kainji (Kainji Lake National Park, KNLP) (con sede en Wawa) se encuentra a 560 kilómetros al norte de Lagos, cerca de la frontera con la República de Benín y fue establecido en 1976 protegiendo una superficie de 5340,82 km². Se compone de dos sectores, la reserva de caza de Borgu y la reserva de caza de Zugurma, que están separadas por el lago Kainji. Ambas reservas de caza tienen abundante vida silvestre, incluyendo babuinos, antílopes, hipopótamos, hienas, Kobs, ruanos y jabalíes.
Sólo el sector de Borgu (occidental) se utiliza actualmente para el turismo; el sector de Zugurma (este) carece de infraestructura, incluido el acceso de rodados. La topografía del parque es suavemente ondulada con una disminución general en la elevación de oeste a este. El sector de Borgu drena principalmente por los ríos Oli, Timo y Doro y sus afluentes, mientras que el sector de Zugurma es drenado por los ríos Maingyara y Nuwa Tizururu. La vegetación del parque es típica del mosaico de selva y sabana de Guinea, aunque en algunas zonas parece más saheliana. Hay bosques ribereños en las riberas de los cursos de agua mayores.

### Problemas de conservación
Aunque el área alrededor del parque tiene una densidad de población relativamente baja, numerosas actividades humanas le afectan negativamente, como la deforestación, la quema incontrolada y el pastoreo ilegal, que son especialmente frecuentes en el sector de Zugurma. Hay mamíferos salvajes en densidades relativamente bajas debido a la caza ilegal. El lago Kainji ha sufrido un descenso dramático en las pesquerías debido a la gran cantidad de pescadores artesanales y de subsistencia que utilizan el lago. Se ha sugerido que respetar un periodo de cierre, junto con expedir derechos de pesca controlados, podría ayudar a mejorar las poblaciones de peces.